# Михаил Бахтин
Михаил Михайлович Бахтин е руски философ, литературен критик, семиотик.
Написал е значими творби в областта на литературната теория и философия на езика по отношение на литературата, изследвания в областта на теория на романа . Създател на концепцията за полифония (многогласието) в литературното произведение, концепция заимствана от музикалния термин. Изследвайки художествените принципи на романа на Франсоа Рабле, Бахтин разгръща теорията за универсалната народна смехова култура. Той изковава и понятията „хронотоп“, „карнавализация“ и „менипея“.
Сред руско-съветските автори от първата третина на 20 век, които оставят важно наследство за естетическия анализ (включително Юрий Тинянов, Виктор Шкловски и Борис Ейхенбаум), Бахтин е на едно от челните места. Макар и да не приналежи към групата на формалистите, които развиват нов „материалистически“ поглед върху руската литература, той е близък до тях. След като за известно време неговата работа е изтикана в периферията на литературния живот, от края на 60-те години на ХХ век отново се радва на успех и признание – при това и в Русия, и на Запад.
Неговите произведения, занимаващи се с различни полета на познанието, са вдъхновили групи мислители като неомарксистите, структуралистите и семиотиците, които използват идеите на Бахтин в собствените си теории.

## Биография
Михаил Бахтин се ражда в Орел в семейството на банков чиновник с шест деца. Семейството се премества във Вилнюс (1905 – 1911) и Одеса (1911 – ?). По собственото му свидетелство следва в Петроградския и Новоросийския университет, но така и не успява да завърши с диплома.
От 1918 г. живее в град Невел, преподава в единното трудово училище. Там се формира кръг от съмишленици, в който влизат още М. И. Каган, Л. В. Пумпянски, В. Н. Волошинов, М. В. Юдина, Б. М. Зубакин. През 1919 г. е отпечатана първата му статия – „Изкуството и отговорността“.
От 1920 г. живее във Витебск, преподава в педагогическия институт и в консерваторията там, изнася и публични лекции върху проблеми на философията, естетиката, литературата. Сред близките му приятели са Павел Медведев, В. Н. Волошинов и Иван Солертински.
През 1920 – 1924 г. работи над първата редакция на книгата си за Достоевски.
През 1921 г. сключва брак с Елена Околович.
През 1924 г. по покана на върналия се по-рано там Павел Медведев Бахтин се връща в Ленинград. В кръга на Бахтин се включват поетът Константин Вагинов и специалистът по източни литератури Михаил Тубянски. Кръгът обсъжда Фройд и психоанализата. На 28 юни в Института по история на изкуствата Бахтин изнася доклада „Проблемът за героя и автора в художественото творчество“.
През декември 1928 г. заедно с редица други ленинградски интелигенти Бахтин е арестуван във връзка с дейността на групата на Александър Мейер „Възкресение“, петербургски кръжок, на който са обсъждани въпроси на културата и религията, философията и политиката, и който буди съмнения у комунистическата власт за заговорническа дейност . Бахтин е задържан, на 5 януари 1929 г. е освободен от затвора и поставен под домашен арест поради болест (множествен остеомиелит). На 22 юли 1929, докато лежи в болница, е осъден задочно на пет години в Соловецкия лагер. Издаването на първата му книга Проблеми на творчеството на Достоевски през юни 1929 г. помага на усилията на жена му и приятелите му – присъдата е заменена с 5 години изселване в Кустанай.
След завръщането си от изселването през 1936 г., заради забраната да живее в големите градове, си намира работа в Мордовския държавен педагогически институт в Саранск, но е принуден да го напусне през 1937 г. и до 1945 г. да живее на жп гара Савьолово на границата между Московската и Калининската област и в град Кимра, където е учител. През 1938 г. ампутират единия му крак.
През 1946 г. Бахтин, който живее по това време в Саранск, отива в Москва и подава във Висшата атестационна комисия дисертацията си за Франсоа Рабле с молба да получи научната степен кандидат на науките, при което и тримата назначени официални рецензенти се изказват, че трябва да му се присъди не кандидатска, а направо докторска степен. Дисертацията предизвиква идеологическата критика, връщат я на автора ѝ за преработка и му присъждат само кандидатска степен. Същата година Бахтин се връща в Саранск, където отново преподава в катедрата по световна литература на Мордовския държавен педагогически институт (от 1957 г. – Мордовски държавен университет) – и така до 1961 г.
Практически забравен от съвременниците си (между 1930 и 1963 г., освен три кратки вестникарски статии, няма никакви публикации), Бахтин е върнат в научно обращение в СССР през 60-те години на ХХ век от група литератори, които го обявяват за свой учител: през 1960 г. Бахтин получава колективно писмо от Вадим Кожинов, Сергей Бочаров, Георгий Гачев и Владимир Турбин.
През 1969 г. се премества от Саранск в Москва. Успява да издаде книгата си за Рабле, да преиздаде книгата си за Достоевски (на практика нова редакция), да подготви сборник със статии за литературата, който обаче излиза малко след смъртта му.

## Влияние
Основните трудове на Бахтин са преведени и получават широко признание на Запад през 70-те години. В Германия издание на прочутата книга за Достоевски се появява още през 1971 г. Голяма популярност творчеството на Бахтин има във Франция, където го популяризират Цветан Тодоров и Юлия Кръстева. В Англия към университета в Шефилд през октомври 1994 г. се създава Бахтински изследователски център . Значително внимание на Бахтин отделят и в Япония, където излиза първото в света издание на негови събрани съчинения.
От 1992 г. във Витебск (а от 2000 г. на практика в Москва) се издава списание изцяло посветено на наследството на Бахтин – „Диалог. Карнавал. Хронотоп“. През 2005 г. в град Орел откриват музей на Бахтин.
Сред повлияните от Бахтин български литературоведи са Огнян Сапарев, Енчо Мутафов, Светлозар Игов и др. Сериозно изследване на идеите на Бахтин, особено в частта теория на романа има при Никола Георгиев.

### За него
- ((ru)) Аверинцев, С. С.; Давыдов, Ю. Н.; Турбин, В. Н. и др. М. М. Бахтин как философ М.: Наука, 1992, 256 стр.
- ((ru)) Алпатов, Владимир. Волошинов, Бахтин и лингвистика. М.: Языки славянских культур, 2005.
- ((ru)) Библер, Владимир. М. М. Бахтин, или Поэтика культуры. М., 1992.
- ((en)) Clark, Katerina. Mikhail Bakhtin. Belknap Press of Harvard University Press, 1986, 414 стр.
- ((en)) Emerson, Caryl. The First Hundred Years of M. Bachtin. Princeton, New Jersey, 1997.
- ((en)) Hirschkop, Ken, Shepherd, David (ред.). Bakhtin and Cultural Theory. Manchester University Press, 2002, 288 стр.
- ((en)) Holquist, Michael. Dialogism: Bakhtin and His World. Routledge, 2002, 228 стр.
- ((ru)) Исупова, К. Г. (съст.). Бахтин М. М.: pro et contra. Личность и творчество М. М. Бахтина в оценке русской и мировой гуманитарной мысли, т. I. / СПб.: РХГИ, 2001, 552 стр.
- ((ru)) Исупова, К. Г. (съст.). Бахтин М. М.: pro et contra. Творчество и наследие М. М. Бахтина в контексте мировой культуры, т. II. / библиография О. Ю. Осьмухиной, Т. Г. Юрченко, О. Е. Осовского, Н. Б. Панковой. СПб.: РХГИ, 2002, 712 стр.
- ((ru)) Махлин, Виталий. Михаил Михайлович Бахтин. М.: Российская политическая энциклопедия (РОССПЭН), 2010, 440 стр.
- ((en)) Morson, Gary, Emerson, Caryl. Mikhail Bakhtin: Creation of a Prosaics. Stanford University Press, 1990, 552 стр.
- ((ru)) Тамарченко, Натан. „Эстетика словесного творчества“ М. М. Бахтина и русская философско-филологическая традиция. М.: Изд-во Кулагиной, 2011, 400 стр.
- ((fr)) Todorov, Tzvetan. Mikhaïl Bakhtine – Le principe dialogique suivi de Ecrits du Cercle de Bakhtine. Editions du Seuil, Paris, 1981, 318 стр.
- ((en)) Zbinden, Karine, Bakhtin between east and west: cross-cultural transmission, Legenda, 2006